# 236617 Loriglaze
236617 Loriglaze este o planetă minoră (asteroid) din centura de asteroizi. A fost descoperită pe 1 mai 2006 la Observatorul Național Kitt Peak de Marc Buie⁠(d). 
Obiectul prezintă o orbită caracterizată de o semiaxă mare de 2,4523057251352 UAi, o excentricitate de 0,17471482746019, o înclinație de 0,6638354360539 ° în raport cu ecliptica.